# Макаллистер, Лаура
Лаура Макаллистер (родилась 10 декабря 1964 года) — бывшая футболистка международного класса, спортивный администратор, валлийский учёный. Будучи игроком женской сборной Уэльса по футболу, Макаллистер провела 24 матча за сборную и была её капитаном . В настоящее время она является профессором государственной политики и управления в Центре управления Уэльса Кардиффского университета.
Была награждена Орденом Британской империи (2016) за заслуги в спорте.
2012—2015, член совета директоров Stonewall и в настоящее время является членом совета директоров Института валлийских дел. Была удостоена звания одной из 100 женщин по версии BBC (2022). С 2023 года является вице-президентом УЕФА.

## Академическая карьера
Училась в общеобразовательной школе Ysgol Glyndwr and Bryntirion в Бридженде. Окончив Лондонскую школу экономики, получила степень бакалавра наук (экономика) с отличием в области государственного управления. Окончив Кардиффский университет, получила докторскую степень в области политологии.
1998—2016, профессор управления в Школе менеджмента Ливерпульского университета.
С 2016 —профессор управления и государственной политики в Центре управления Уэльса Кардиффского университета.
2014—2015, член Совета по вознаграждениям Национальной ассамблеи Уэльса, советник Независимой комиссии по оплате труда и поддержке членов ассамблеи (2008—2009), член Комиссии Ричарда (2002—2004).
В 2015 году она была избрана членом Научного общества Уэльса.
Председатель Экспертной комиссии по избирательной реформе ассамблеи (опубликовала свой доклад «Парламент, который работает для Уэльса», 2017).
В 2021— сопредседатель Независимой конституционной комиссии по месту Уэльса в Соединённом Королевстве.
Имеет почётные степени и стипендии Университета Бангора, Университета Кардиффа, Университета Кардифф Метрополитен, Университета Суонси и Университета Тринити Сент-Дэвидс.

## Клубная карьера
Была спортсменкой клуба (бег на средние дистанции), играла в нетбол и хоккей. Присоединилась к футбольной команде «Миллуолл Лайонессес» во время учёбы в Лондонской школе экономики . По возвращении в Уэльс 12 лет играла за футбольный клуб «Кардифф Сити». Макаллистер была капитаном клуба и завоевала две медали  женского Кубка Уэльса, а также вышла в женскую Премьер-лигу Англии с «Кардифф Сити». Является одним из вице-президентов клуба.

## Международная карьера
В 1992 году Макаллистер была одной из трёх футболисток, которые убедили секретаря Футбольной ассоциации Уэльса (FAW) Алуна Эванса признать женский футбол в Уэльсе. Была сформирована официальная команда, которая приняла участие в отборочном турнире женского чемпионата УЕФА 1995 года. В общей сложности она провела 24 матча за сборную Уэльса и неоднократно была её капитаном.

## Управление спортом
2010—2016, председатель Спорта Уэльса. За время её председательства Уэльс выиграл рекордное количество медалей на Играх Содружества 2014 года, Олимпийских играх и Паралимпийских играх 2012 года в Лондоне и Олимпийских играх и Паралимпийских играх 2016 года в Рио. 
2010—2016 , член правления UK Sport.
С 2016— директор Фонда футбольной ассоциации Уэльса. Макаллистер была выдвинута Футбольной ассоциацией Уэльса на выборы в качестве женского члена УЕФА в Совет ФИФА, но ей не дали возможности баллотироваться.
С 2017— заместитель председателя Комитета УЕФА по женскому футболу и председатель Зала спортивной славы Уэльса.
Макаллистер боролась за место женщины-представителя УЕФА в Совете ФИФА, но с небольшим перевесом уступила Эвелине Кристиллин. В 2023 была избрана на пост вице-президента УЕФА, став первым представителем Уэльса в составе исполнительного комитета.

## Политика и СМИ
Макаллистер была кандидатом в парламент от Партии Уэльса в 1987 и 1992 годах, но вскоре покинула партию. В настоящее время она работает политическим комментатором на BBC и других медиаплатформах.
Макаллистер регулярно ведёт колонку о текущих событиях, спорте и политике в газете Western Mail и в «Wales Online». В 2001 году она написала книгу под названием «Plaid Cymru: The Emergence of a Political Party» об истории партии за первые 75 лет её существования.
В 2022 году была участницей программы «Вопросы на канале BBC».

## Визит в Катар
На чемпионате мира по футболу FIFA 2022 года, ей не разрешили вход на стадион из-за изображения радуги на панаме . Аналогичным образом пострадали бывший американский журналист Sports Illustrated Грант Уол (арестован за футболку), а также репортёр The New York Times, пытавшийся осветить этот инцидент, но сам пострадавший от этих мер.

## Личная жизнь
У Макаллистер и её партнёра Ллиноса Джонса двое детей.